# Gohrisch
Gohrisch – miejscowość i gmina uzdrowiskowa w Niemczech, w kraju związkowym Saksonia, w okręgu administracyjnym Drezno, w powiecie Sächsische Schweiz-Osterzgebirge, wchodzi w skład wspólnoty administracyjnej Königstein/Sächs. Schweiz.